# Usine Lockheed Martin de Marietta
L'usine Lockheed Martin de Marietta est un important site de construction aéronautique, situé dans la Dobbins Air Reserve Base à Marietta, près d'Atlanta, en Géorgie (États-Unis). Elle est gérée administrativement depuis les années 1950 par le Air Force Materiel Command sous le nom de United States Air Force Plant 6.
De 1943 à 1945, des bombardiers B-29 y furent construits par Bell Aircraft. Depuis 1951, l’usine est exploitée par la firme Lockheed, devenue Lockheed-Martin en 1995.

## Chronologie
- 1942 : février : Marietta est désigné comme site de l'usine de bombardiers de Bell Aircraft.
- 1943 : début de la production des B-29.
- 1945 : septembre : Fin de la production des B-29.
- 1946 : usine inactive jusqu'en 1951, propriété de l'US Army Air Force puis de l'US Air Force.
- 1951 : janvier : Lockheed rouvre l'usine de Marietta.
- 1954 : 23 août : premier vol du C-130.
- 1961 : Lockheed-Georgia Division devient Lockheed-Georgia Company.
- 1995 : Lockheed-Georgia Company devient Lockheed Martin Aeronautical Systems Company.

## Bell Aircraft

### Les origines
Un projet de « super-bombardier » vit le jour en 1939. Il s'agissait d'un appareil supérieur au B-17 en termes de rayon d'action, d'altitude de vol et de charge, le B-29, dont Boeing réalisait la conception. L'échelle du programme était sans précédent ainsi que son coût, trois milliards de dollars, le programme d'armement américain le plus cher de la guerre. Plusieurs constructeurs allaient se répartir la production du B-29, tout en collaborant au sein d'un consortium pour échanger les informations techniques nécessaires. Bell Aircraft Corporation devait construire son contingent de B-29 dans une usine appartenant à l'Armée, mais qui restait à construire. Afin d'accroître rapidement les capacités de production, le gouvernement avait imaginé un nouveau système, où l'usine était construite par l'État et exploitée par le contractant (government-owned, contractor-operated ou GOCO), qui n'aurait pas la charge d'une énorme usine devenue inutile après la guerre.

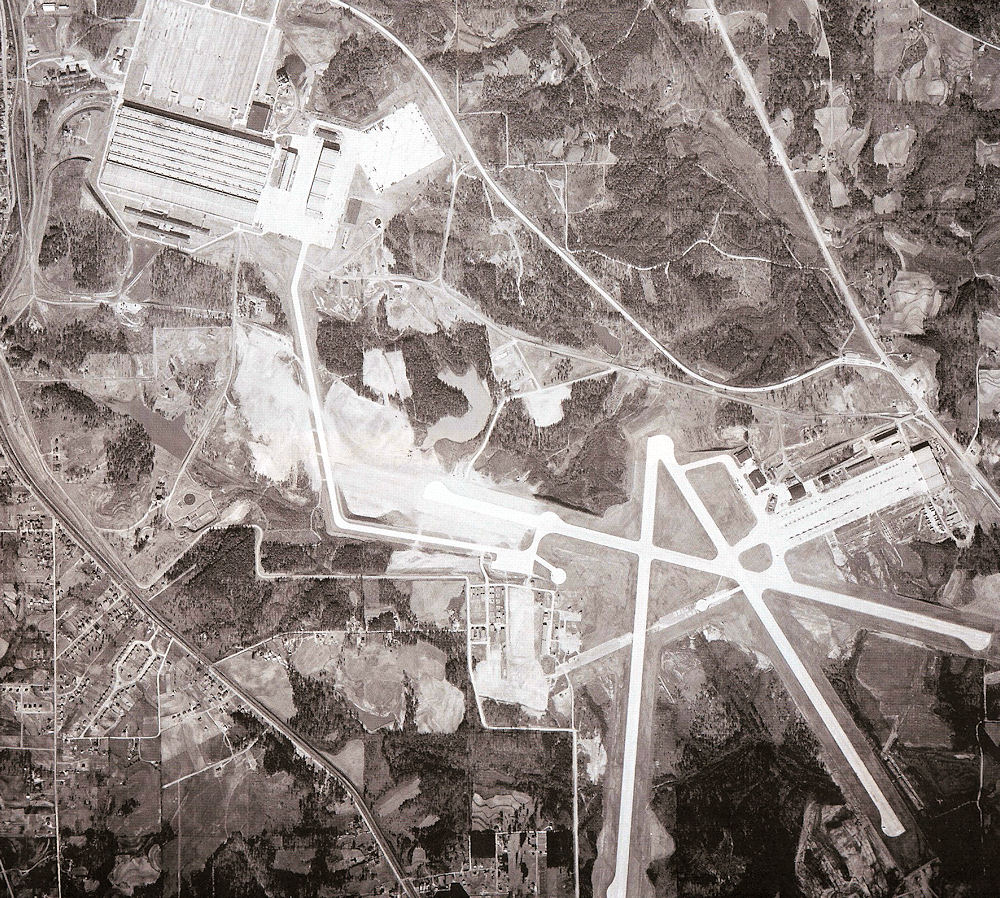
Photographie aérienne verticale de l'aérodrome militaire de Marietta en 1944. L'usine Bell se trouve en haut à gauche de la photo. Dimensions : 4.0 km par 3.8 km.

Dès l'attaque de Pearl Harbor, les milieux d'affaires et la ville d'Atlanta, les autorités locales de Marietta et du comté de Cobb firent du lobbying à Washington pour que l'usine Bell soit construite à Marietta. La ville offrit son aéroport tout neuf, Rickenbacker Field, dont les trois pistes, longues de plus de 900 m et susceptibles d'être allongées, pouvaient accueillir des bombardiers lourds. Le site disposait de 240 hectares de terrains en bordure de la nouvelle route à quatre voies US-41 et était desservi par une voie ferrée et un gazoduc. Un tramway reliait Marietta à Atlanta, où la main-d'œuvre disponible ne manquait pas. Par ailleurs, le taux très bas de population d'origine étrangère était un argument supplémentaire en faveur de Marietta, car on craignait tout autant, dans les usines travaillant pour la défense, les agitateurs socialistes et communistes que les sympathisants nazis.
Le choix de Marietta fut annoncé le 19 février 1942 par le département de la Défense. Le Corps des ingénieurs militaires (United States Army Corps of Engineers) fit commencer les travaux, confiés à une entreprise d'Atlanta, Robert & Co., le 30 mars 1942. Il s'agissait de bâtir des bâtiments couvrant 367 500 m2 au total, dont 305 000 m2 pour le bâtiment principal B-1, destiné à l'assemblage des B-29. L'usine était du type blackout, c'est-à-dire sans fenêtres, une précaution contre d'éventuelles attaques aériennes, que les spécialistes de l'Armée n'excluaient pas en 1942. Le bâtiment principal exigeait donc un puissant système de climatisation, une technologie plutôt nouvelle à l'époque. Le 15 avril 1943, le Corps des ingénieurs militaires remit l'usine à Bell Aircraft. Les bâtiments étaient presque terminés, mais seulement à moitié équipés. Une fois finie, l'usine avait coûté 47 millions de dollars à l'Armée, en bâtiments et équipements.
La Bell Aircraft Company était une entreprise récente, créée par Larry Bell à Buffalo, en 1935. Bell Aircraft fit partie, avec Martin et Fischer Body (une filiale de General Motors) d'un groupe de coordination autour de Boeing, qui avait conçu le B-29. En décembre 1942, un contingent de 700 cadres et techniciens de Bell Aircraft quitta temporairement Buffalo pour des bureaux à Atlanta. Le premier B-29 construit à Marietta devait être livré en septembre 1943 et le 400e exemplaire en janvier 1945. En fait, le premier vol eut lieu le 4 novembre 1943, en raison des retards survenus dans la construction de l'usine et dans la conception de l'avion.

### Le personnel
En avril 1943, Bell Aircraft employait 1 179 personnes à Marietta ; en juin 8 000, et à la fin de l'année, 17 100. Deux à trois mille embauches avaient lieu chaque mois, mais il y avait aussi de nombreux départs et beaucoup d'ouvriers se plaignaient des méthodes de direction de Bell Aircraft. Les travailleurs de l'usine étaient représentés par le syndicat United Auto Workers (UAW Local 10), qui ne parvenait pas toujours à obtenir le règlement des problèmes à la satisfaction du personnel. En février 1945, l'effectif de l'usine atteignit 28 158 personnes avant de redescendre. Les travailleurs embauchés chez Bell Aircraft présentaient les caractères suivants :
- 90 % étaient originaires du Vieux Sud, pour la plupart du nord de la Géorgie ;
- 37 % étaient des femmes ;
- 8 % étaient des Afro-Américains ;
- 6 % étaient des handicapés physiques.

Les possibilités de progression de carrière étaient très limitées pour les femmes et pour les Afro-américains. Les postes de travail faisaient l'objet d'une ségrégation raciale, mais la situation n'était pas pire qu'ailleurs dans le Sud. En revanche, les salaires était nettement plus élevés.
La société Bell lança divers programmes pour améliorer le cadre de vie et de travail. Des centaines de petites maisons avaient ainsi été construites à proximité de l'usine, mais la majorité du personnel venait travailler en voiture tous les jours. En raison du rationnement de l'essence et des pneus, les travailleurs de Bell devaient se regrouper à quatre ou cinq et un service particulier de l'usine était chargé de coordonner ces déplacements quotidiens. Il fallut aménager d'immenses parkings et une nouvelle route, achevée à la fin de 1943, relia le sud d'Atlanta à l'usine de Marietta. Certains ouvriers habitaient jusqu'à 150 km de l'usine. Un centre de loisirs fut construit par Bell et de nombreuses activités sportives étaient proposées au personnel. Deux cafétérias, ouvertes en juin 1943, servirent jusqu'à 24 000 repas par jour. Bell institua un système de récompenses pour les suggestions de ses employés. Une fois par an (« Family Day »), les familles des travailleurs pouvaient visiter l'usine.
La plupart des ouvriers recevaient une formation accélérée, prise en charge par plusieurs organismes, comme la branche locale de la National Youth Administration, les écoles professionnelles d'Atlanta et des comtés voisins, et la Georgia School of Technology. Cette formation avait également lieu à l'usine Bell, par exemple pour le rivetage, la soudure, le travail des tôles. Des ouvriers déjà expérimentés de l'industrie aéronautique devaient aussi être formés, car le B-29 incorporait des innovations technologiques destinées notamment à améliorer son aérodynamisme : soudure bout à bout des pièces de tôle ou têtes de rivet encastrées.

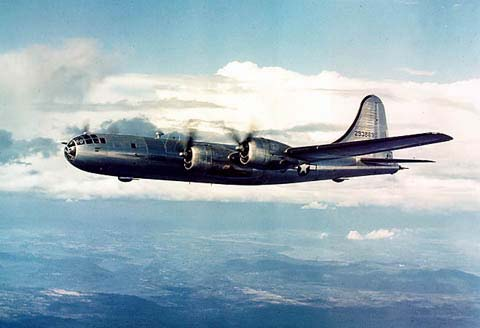
Boeing B-29 Superfortress.

Outre l'apprentissage de nouveaux métiers, les travailleurs de Bell originaires du Sud furent confrontés à divers chocs culturels, dont le premier, pour ces « Sudistes », était de travailler pour des patrons et sous les ordres de cadres yankees, venus de Buffalo. La sécurité était très stricte et chaque employé était soumis à des horaires rigoureux et au port obligatoire d'un badge d'identification. Autre nouveauté, le travail en 3 × 8, y compris le samedi et le dimanche (les dimanches furent chômés à partir du 18 juin 1945). Le bulletin d'information de l'entreprise, Bell Aircraft News, rendait compte de manière plutôt impartiale des activités syndicales, ce qui était inédit dans les États du Sud.

### La fin de la guerre

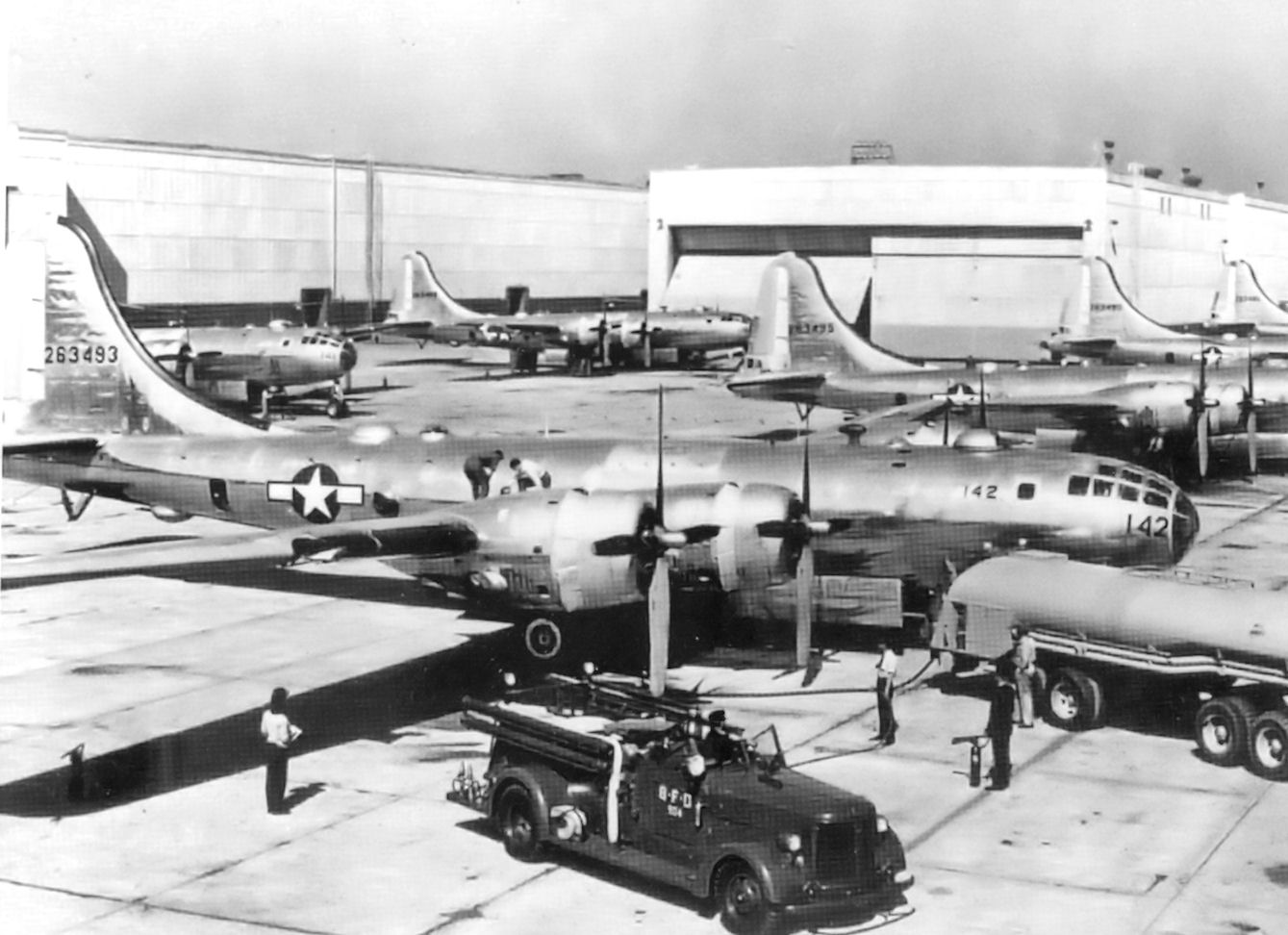
B-29 à Marietta en 1945.

Entre novembre 1943 et septembre 1945, 663 bombardiers B-29 furent construits à Marietta.
Dès le mois de juin 1945, le rythme de production commença à baisser. Peu après la capitulation du Japon, les contrats de B-29 furent annulés et à la fin du mois de septembre plusieurs milliers de personnes avaient déjà été licenciés. À la fin de l'année, Bell Aircraft mit fin à ses activités à Marietta. Les anciens employés de l'usine, grâce à leurs nouvelles qualifications, n'eurent aucun mal à trouver un nouvel emploi dans les années d'après-guerre, durant lesquelles le chômage demeura faible à Marietta et dans sa région.
L'Air Force Plant 6 resta ensuite inactive jusqu'en 1951. L'immense bâtiment d'assemblage B-1 fut seulement utilisé par l'armée pour y entreposer des machines-outils.

## Lockheed

### C-130 Hercules

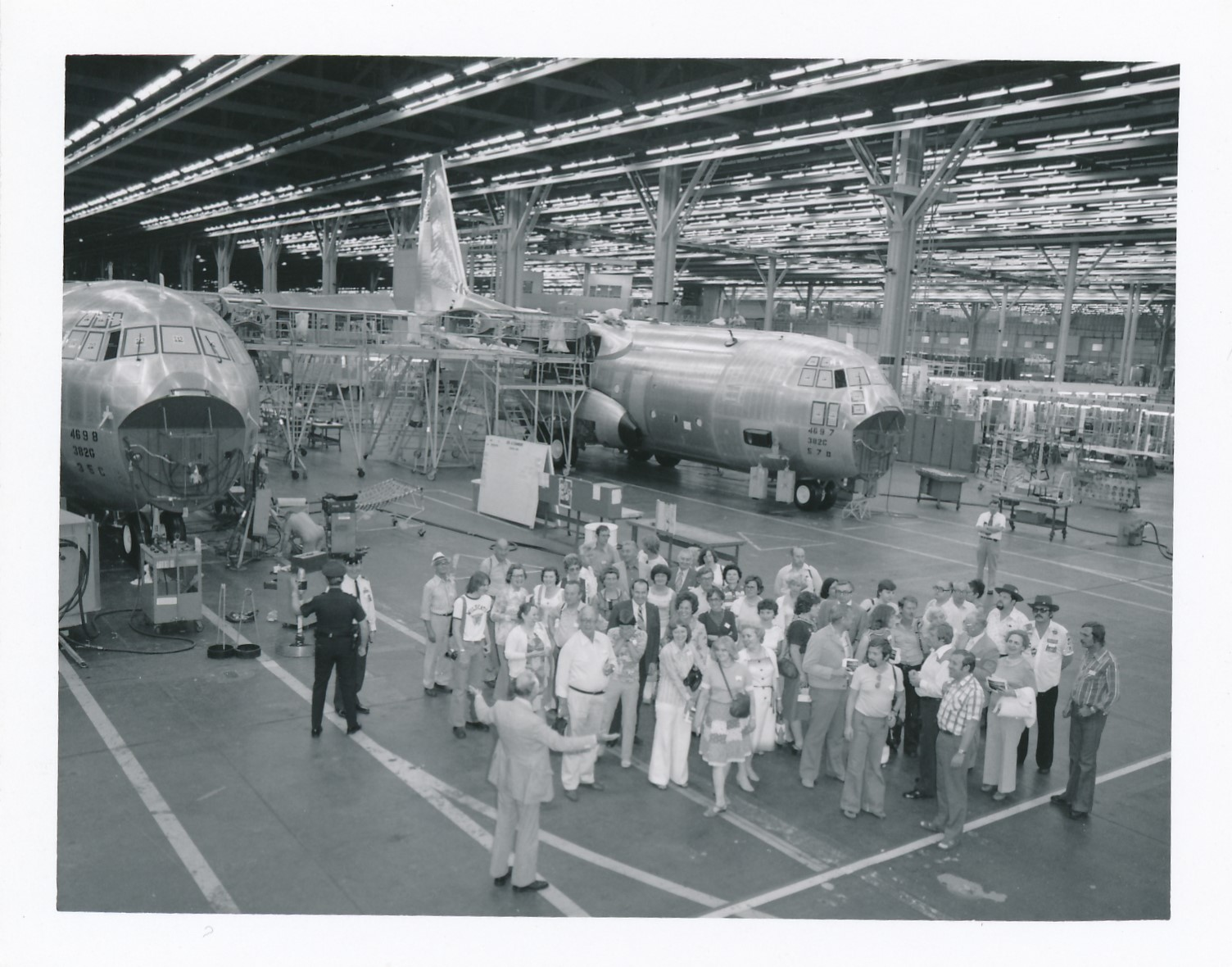
Des C-130 Hercules en cours d'assemblage lors d'une visite de l'usine en 1979 par une délégation de Linz am Rhein, ville allemande jumelée avec Marietta.

Le déclenchement de la guerre de Corée, en 1950, et de nouveaux besoins en avions militaires conduisirent à la réouverture de l'usine. À la demande du Pentagone, la firme Lockheed de Burbank (Californie), qui avait déjà collaboré avec succès à la construction des B-17 avec Boeing et Douglas, réactiva, en janvier 1951, l'usine de Marietta pour y réaménager des B-29 et construire les nouveaux B-47 Stratojets, conçus par Boeing. Le nouveau directeur de la « Georgia Division » de Lockheed n'était autre que James V. Carmichael, un homme d'affaires de la région, qui avait dirigé l'usine à l'époque de Bell.
Très vite, l'usine de Marietta se consacra à la mise au point d'un nouvel avion capable de transporter des troupes et de l'équipement près du front, en utilisant des pistes courtes en mauvais état : le C-130 Hercules. Les premières études du nouvel appareil avaient commencé en Californie, mais en 1952 Lockheed décida de transférer à Marietta l'ingénieur en chef du projet, Al Brown, et toute son équipe. C'est ainsi que les études du nouvel avion furent achevées en Géorgie. Le vol du premier appareil construit à Marietta eut lieu le 7 avril 1955.

### C-141 Starlifter

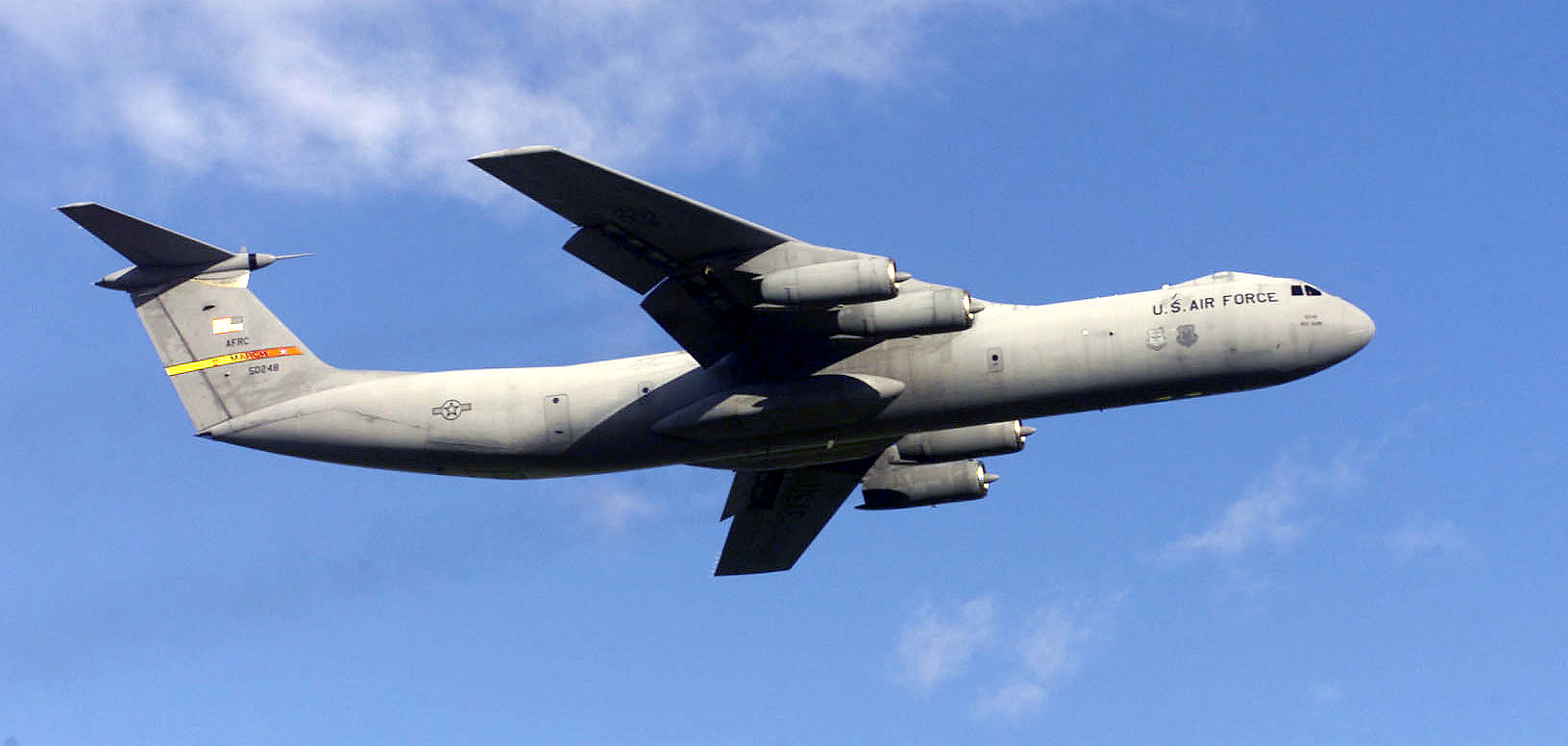
Lockheed C-141C Starlifter.

Grâce au C-130, l'usine Lockheed de Marietta n'était plus une simple usine d'assemblage d'avions conçus ailleurs. Le Sud avait gagné un véritable constructeur aéronautique. Le modèle suivant d'avion de transport, le C-141 Starlifter, fut entièrement conçu et construit en Géorgie. En 1961, le Pentagone annonça une commande de 132 Starlifters, des avions beaucoup plus gros que le C-130. En reconnaissance du rôle nouveau joué par l'usine de Marietta, la « Georgia division » de Lockheed fut réorganisée, devenant une entité séparée, la Lockheed-Georgia Company. De plus en plus d'ingénieurs travaillaient à Marietta. Alors que dans les années 1940, les ouvriers horaires représentaient 96 pour cent de la main-d'œuvre, ils n'étaient plus que 63 pour cent dans les années 1960. L'effectif total était de 10 000 en 1952 et augmenta jusqu'à atteindre 15 000 en 1959.

### Déségrégation
Le projet C-141 Starlifter favorisa indirectement la déségrégation de l'un des principaux employeurs du Sud. En effet, dès que le contrat fut rendu public, la National Association for the Advancement of Colored People (Association nationale pour l'avancement des personnes de couleur), ou NAACP, demanda son annulation en raison des pratiques discriminatoires de Lockheed à l'égard des Afro-Américains, en Géorgie. Alors que les usines californiennes de Lockheed étaient « intégrées », celle de Marietta maintenait des postes de travail, des toilettes, des distributeurs d'eau et des cantines séparées, conformément aux habitudes du Sud. Lockheed avait fait l'effort de recruter des ouvriers et même quelques contremaîtres afro-américains, mais ces derniers travaillaient uniquement dans les ateliers réservés aux Afro-américains.
Le spécialiste du travail au sein de la NAACP, Herbert Hill, déposa devant le nouveau « Committee on Equal Job Opportunities », présidé par le vice-président Lyndon B. Johnson. Finalement, les différentes parties conclurent un accord de « déségrégation ». Les dirigeants de Lockheed rencontrèrent le président Kennedy à la Maison Blanche, le 25 mai 1961, pour signer le premier plan d'intégration entre une grande entreprise et le gouvernement fédéral. Kennedy qualifia ce plan de « tournant dans l'histoire des droits civiques ».
Lockheed-Georgia accepta d'« intégrer » les chaînes d'assemblage, de recruter des cadres afro-américains et d'être une usine pilote pour l'égalité des chances au travail, dans le Sud des États-Unis. Cet accord, conclu trois ans avant la loi sur les droits civiques de 1964, constitua une première brèche symbolique dans la « culture de Jim Crow », jusque-là dominante sur les lieux de travail dans le Sud.

### C-5 Galaxy

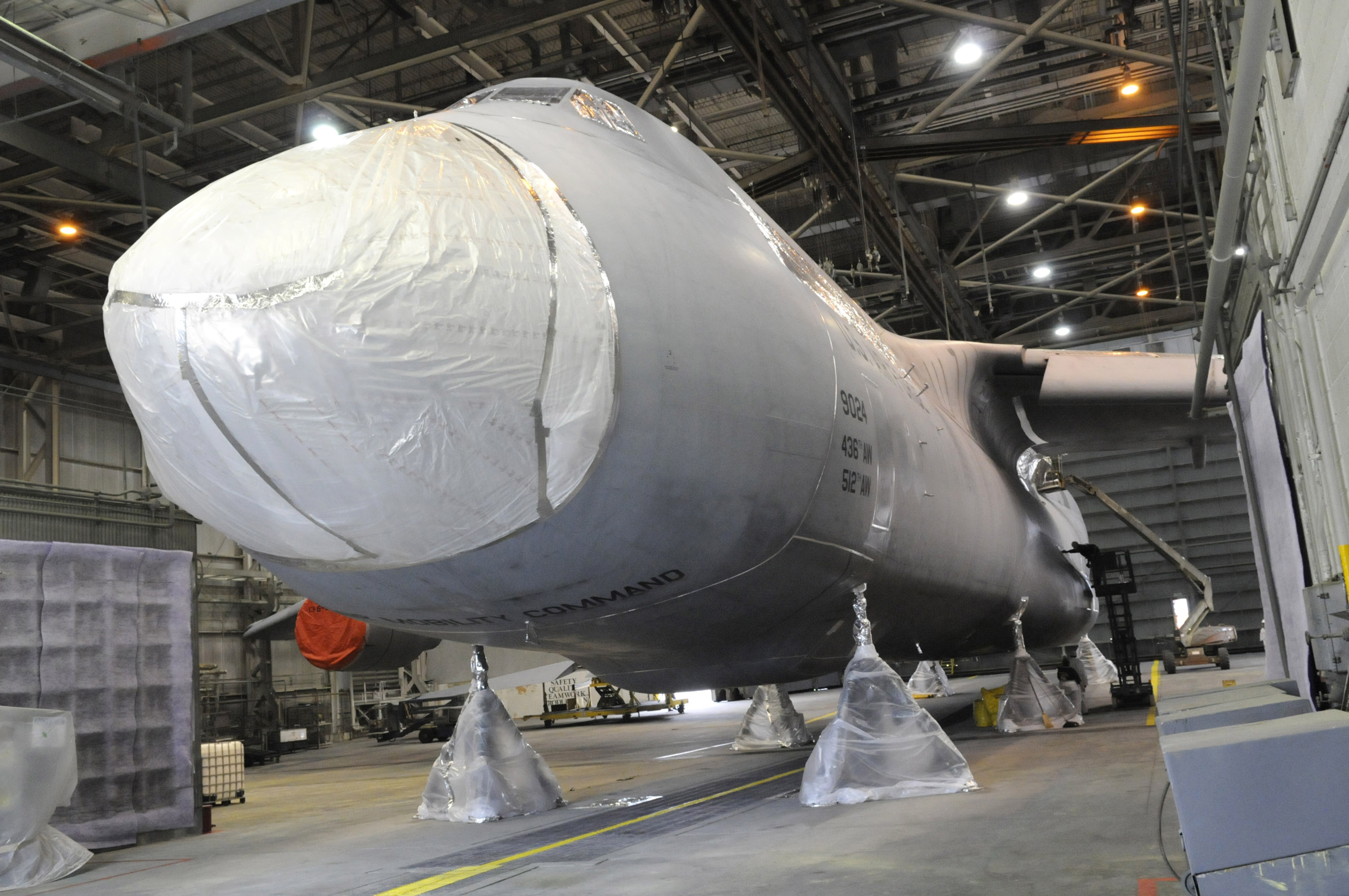
Un C-5 Galaxy dans un hangar de Marietta, en 2008, prêt pour le décapage de la peinture avant sa transformation en C-5M Super Galaxy.

Le succès des C-130 et C-141 permit à Lockheed-Georgia de remporter, en 1965, un nouveau contrat pour la réalisation du C-5 Galaxy, un gros appareil de transport, presque deux fois plus gros que le C-141. Mais des dépassements de coût et l'inflexibilité du Pentagone plongèrent l'entreprise dans de sérieuses difficultés financières, si bien que le contrat dut être renégocié avec le Pentagone, Lockheed acceptant une perte limitée. Quant à l'avion lui-même, il effectue son premier vol depuis l'usine le 30 juin 1968 et s'avéra une merveille technologique, utilisée au Viêt Nam et ailleurs. C'est alors que l'effectif de l'usine de Marietta atteignit son plus haut niveau historique : 32 945 salariés en 1969.
Mais la fin de la guerre du Viêt Nam entraîna une forte baisse de l'activité, le personnel retombant à 8 400 en 1977. Les commandes de C-130 passées par le Pentagone jouèrent néanmoins un rôle stabilisateur sur l'activité de Lockheed-Georgia. Au cours des années suivantes, l'usine fut d'abord chargée de rallonger toute la flotte des C-141 et d'ajouter un système de ravitaillement en vol à ces avions, puis, dans les années 1980, de construire 50 exemplaires d'un Galaxy plus puissant, le C-5B.

### Restructuration
Mais au début des années 1990, avec la fin de la guerre froide et la réduction du budget de la défense, l'ère des grosses commandes était terminée. Lockheed, comme les autres constructeurs aéronautiques, dut se restructurer. L'usine historique de Burbank fut fermée, les autres usines californiennes se consacrèrent aux missiles et à l'espace, tandis que l'usine de Marietta se concentra sur la construction aéronautique — avec celle de Fort Worth, rachetée en 1993 à General Dynamics.
En 1995, Lockheed Corporation se rapprocha d'un spécialiste de l'espace et des missiles, Martin Marietta Corporation, ancien grand constructeur aéronautique et troisième fournisseur du Pentagone. La fusion des deux entreprises donna naissance à Lockheed Martin Corporation. Les activités de Géorgie furent renommées Lockheed Martin Aeronautical Systems Company (LMASC).

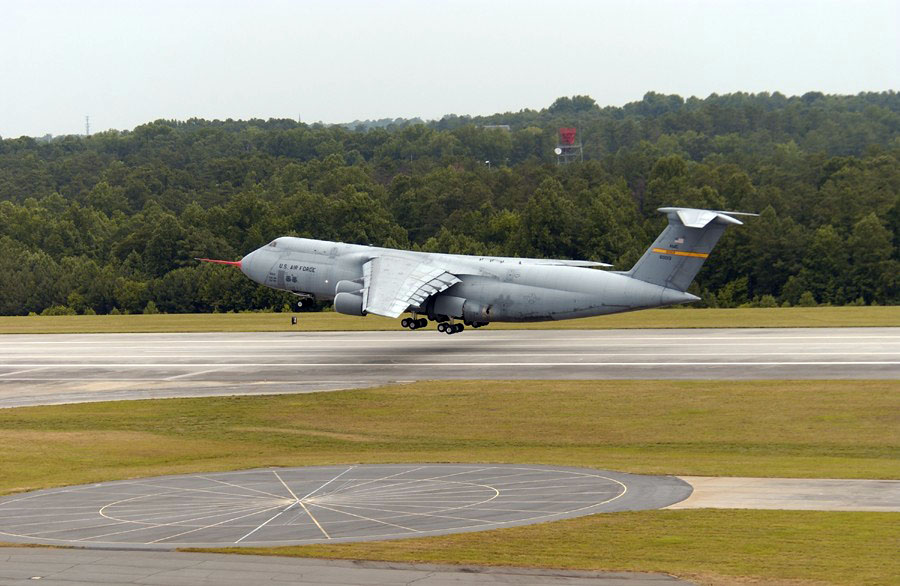
Envol du premier C-5M Super Galaxy en juin 2006 depuis l'usine de Marietta.

Au début du XXIe siècle, l'usine de Marietta construit une nouvelle version du C-130, le C-130J, ainsi que le chasseur Lockheed F-22 Raptor, et modernise toute la flotte des C-5 Galaxy. En 2005, l'usine, qui emploie 7 800 salariés, a construit le premier C-5M Super Galaxy. Le secrétaire à la Défense Robert Gates a annoncé, le 7 avril 2009, la réduction à quatre des nouvelles commandes de F-22, après les 183 appareils déjà livrés ou commandés, ce qui menace l'emploi de 2 000 salariés qui travaillent sur ce programme, sur les 7 000 que compte l'usine de Marietta.

### Sources
- Richard S. Combes, « Aircraft Manufacturing in Georgia : A Case Study of Federal Industrial Investment », dans Philip Scranton editor., The Second Wave : Southern Industrialization from the 1940s to the 1970s, The University of Georgia Press, 2001, p. 24-42.
- Photographies et témoignages en anglais sur le site de la Kennesaw State University.

## Voir également